# Ehrenfried Patzel
Ehrenfried Patzel, in ceco Čestmír Patzel (Chabařovice, 2 dicembre 1914 – 8 marzo 2004), è stato un calciatore cecoslovacco, di ruolo portiere. Con la nazionale cecoslovacca è stato vicecampione del mondo nel 1934.